# Saltator de l'Orénoque
Saltator orenocensis
Espèce
Statut de conservation UICN

 LC  : Préoccupation mineure
Le Saltator de l'Orénoque (Saltator orenocensis) est une espèce d'oiseaux de la famille des Thraupidae.

## Description
Cette espèce mesure environ 19 cm de longueur.

## Répartition
Cet oiseau vit au Venezuela et en Colombie.

## Habitat
Cette espèce peuple les forêts sèches et humides de plaine mais aussi les maquis secs et humides.

## Liste des sous-espèces
Selon la classification de référence du Congrès ornithologique international (version 10.2, 2020) :
- sous-espèce Saltator orenocensis orenocensis Lafresnaye, 1846
- sous-espèce Saltator orenocensis rufescens Todd, 1912